# Stauntonia racemosa
Stauntonia racemosa är en narrbuskeväxtart som beskrevs av Debabarta Chatterjee.
Stauntonia racemosa ingår i släktet Stauntonia och familjen narrbuskeväxter. Inga underarter finns listade i Catalogue of Life.